# Lista towarzyszy z serialu Doktor Who
Przez długą historię brytyjskiego serialu science-fiction pt. Doktor Who wykształciło się pojęcie „towarzysza”. Oznacza on osobę, która podróżuje z Doktorem i towarzyszy mu w jego przygodach. Do 2005 roku, kiedy przywrócono serial po 18 latach przerwy, termin ten był rzadziej używany niż współcześnie. Czasami w serialu nazywa się ich również „asystentami” lub „przyjaciółmi”.

## Towarzysze

### Towarzyszepierwszego Doktora
| towarzysz      | aktor/a         | seria               | pierwsze pojawienie się              | ostatnie pojawienie się | liczba wystąpień z pierwszym Doktorem |
| -------------- | --------------- | ------------------- | ------------------------------------ | ----------------------- | ------------------------------------- |
| Susan Foreman  | Carole Ann Ford | 1-2, specjalny 1983 | An Unearthly Child                   | The Five Doctors        | 11                                    |
| Barbara Wright | Jacqueline Hill | 1–2                 | An Unearthly Child                   | The Chase               | 16                                    |
| Ian Chesterton | William Russell | 1–2                 | An Unearthly Child                   | The Chase               | 16                                    |
| Vicki          | Maureen O’Brien | 2–3                 | The Rescue                           | The Myth Makers         | 9                                     |
| Steven Taylor  | Peter Purves    | 2–3                 | The Chase                            | The Savages             | 10                                    |
| Katarina       | Adrienne Hill   | 3                   | The Myth Makers                      | The Daleks' Master Plan | 2                                     |
| Sara Kingdom   | Jean Marsh      | 3                   | The Daleks' Master Plan              | The Daleks' Master Plan | 1                                     |
| Dodo Chaplet   | Jackie Lane     | 3                   | The Massacre of St Bartholomew's Eve | The War Machines        | 6                                     |
| Polly          | Anneke Wills    | 3–4                 | The War Machines                     | The Tenth Planet        | 3                                     |
| Ben Jackson    | Michael Craze   | 3–4                 | The War Machines                     | The Tenth Planet        | 3                                     |

### Towarzyszedrugiego Doktora
| towarzysz                                              | aktor/a           | seria                | pierwsze pojawienie się       | ostatnie pojawienie się | liczba wystąpień z drugim Doktorem |
| ------------------------------------------------------ | ----------------- | -------------------- | ----------------------------- | ----------------------- | ---------------------------------- |
| Polly                                                  | Anneke Wills      | 4                    | The Power of the Daleks       | The Faceless Ones       | 6                                  |
| Ben Jackson                                            | Michael Craze     | 4                    | The Power of the Daleks       | The Faceless Ones       | 6                                  |
| Jamie McCrimmon                                        | Frazer Hines      | 4–6, 22              | The Highlanders               | The Two Doctors         | 21                                 |
| Victoria Waterfield                                    | Deborah Watling   | 4–5                  | The Evil of the Daleks        | Fury from the Deep      | 7                                  |
| Zoe Heriot                                             | Wendy Padbury     | 5–6                  | The Wheel in Space            | The War Games           | 9                                  |
| Generał brygady Sir Alistair Gordon Lethbridge-Stewart | Nicholas Courtney | 5, 6, specjalny 1983 | The Web of Fear (od części 3) | The Five Doctors        | 3                                  |

### Towarzyszetrzeciego Doktora
| towarzysz            | aktor/a          | seria              | pierwsze pojawienie się | ostatnie pojawienie się | liczba wystąpień z trzecim Doktorem |
| -------------------- | ---------------- | ------------------ | ----------------------- | ----------------------- | ----------------------------------- |
| Elizabeth „Liz” Shaw | Caroline John    | 7                  | Spearhead from Space    | Inferno                 | 5                                   |
| Jo Grant             | Katy Manning     | 8-10               | Terror of the Autons    | The Green Death         | 15                                  |
| Sara Jane Smith      | Elisabeth Sladen | 11, specjalny 1983 | The Time Warrior        | The Five Doctors        | 6                                   |

#### UNIT
Trzy poniższe postacie, wszystkie powiązane z UNIT podczas wygnania Doktora na Ziemi, są czasem rozważani jako towarzysze, pomimo nieregularnego pojawiania się na ekranie.
| towarzysz                                              | aktor/a           | seria | pierwsze pojawienie się  | ostatnie pojawienie się | liczba wystąpień z trzecim Doktorem |
| ------------------------------------------------------ | ----------------- | ----- | ------------------------ | ----------------------- | ----------------------------------- |
| Generał brygady Sir Alistair Gordon Lethbridge-Stewart | Nicholas Courtney | 7–11  | Spearhead from Space     | Planet of the Spiders   | 16                                  |
| sierżant Benton                                        | John Levene       | 7–11  | The Ambassadors of Death | Planet of the Spiders   | 12                                  |
| Mike Yates                                             | Richard Franklin  | 8–11  | Terror of the Autons     | Planet of the Spiders   | 10                                  |

### Towarzysze czwartego Doktora
| towarzysz       | aktor/a                                 | seria                    | pierwsze pojawienie się                       | ostatnie pojawienie się                | liczba wystąpień z czwartym Doktorem |
| --------------- | --------------------------------------- | ------------------------ | --------------------------------------------- | -------------------------------------- | ------------------------------------ |
| Sara Jane Smith | Elisabeth Sladen                        | 12–14                    | Robot                                         | The Hand of Fear                       | 13                                   |
| Harry Sullivan  | Ian Marter                              | 12–13                    | Robot                                         | Terror of the Zygons                   | 7                                    |
| Leela           | Louise Jameson                          | 14–15                    | The Face of Evil                              | The Invasion of Time                   | 9                                    |
| K-9 model I     | John Leeson (głos)                      | 15                       | The Invisible Enemy                           | The Invasion of Time                   | 4                                    |
| K-9 model II    | John Leeson (głos) David Brierly (głos) | 16, 18 17                | The Ribos Operation The Creature from the Pit | Warriors' Gate The Horns of Nimon      | 10 3                                 |
| Romana          | Mary Tamm Lalla Ward                    | 16 17–18, specjalny 1983 | The Ribos Operation Destiny of the Daleks     | The Armageddon Factor The Five Doctors | 6 12                                 |
| Adric           | Matthew Waterhouse                      | 18                       | Full Circle                                   | Logopolis                              | 5                                    |
| Nyssa           | Sarah Sutton                            | 18                       | The Keeper of Traken                          | Logopolis                              | 2                                    |
| Tegan Jovanka   | Janet Fielding                          | 18                       | Logopolis                                     | Logopolis                              | 1                                    |

### Towarzyszepiątego Doktora
| towarzysz                 | aktor/a             | seria  | pierwsze pojawienie się | ostatnie pojawienie się    | liczba wystąpień z piątym Doktorem |
| ------------------------- | ------------------- | ------ | ----------------------- | -------------------------- | ---------------------------------- |
| Adric                     | Matthew Waterhouse  | 19     | Castrovalva             | Earthshock                 | 8                                  |
| Nyssa                     | Sarah Sutton        | 19–20  | Castrovalva             | Terminus                   | 12                                 |
| Tegan Jovanka             | Janet Fielding      | 19–21  | Castrovalva             | Resurrection of the Daleks | 19                                 |
| Vislor Turlough           | Mark Strickson      | 20–21  | Mawdryn Undead          | Planet of Fire             | 11                                 |
| Kamelion                  | Gerald Flood (głos) | 20, 21 | The King’s Demons       | Planet of Fire             | 3                                  |
| Perpugilliam „Peri” Brown | Nicola Bryant       | 21     | Planet of Fire          | The Caves of Androzani     | 2                                  |

### Towarzysze szóstego Doktora
| towarzysz                 | aktor/a         | seria | pierwsze pojawienie się                          | ostatnie pojawienie się                    | liczba wystąpień z szóstym Doktorem |
| ------------------------- | --------------- | ----- | ------------------------------------------------ | ------------------------------------------ | ----------------------------------- |
| Perpugilliam „Peri” Brown | Nicola Bryant   | 21–23 | The Twin Dilemma                                 | The Trial of a Time Lord: Mindwarp         | 9                                   |
| Melanie „Mel” Bush        | Bonnie Langford | 23    | The Trial of a Time Lord: Terror of the Vervoids | The Trial of a Time Lord: The Ultimate Foe | 2                                   |

### Towarzysze siódmego Doktora
| towarzysz          | aktor/a         | seria | pierwsze pojawienie się | ostatnie pojawienie się | liczba wystąpień z siódmym Doktorem |
| ------------------ | --------------- | ----- | ----------------------- | ----------------------- | ----------------------------------- |
| Melanie „Mel” Bush | Bonnie Langford | 24    | Time and the Rani       | Dragonfire              | 4                                   |
| Ace                | Sophie Aldred   | 24–26 | Dragonfire              | Survival                | 9                                   |

### Towarzysze ósmego Doktora
| towarzysz      | aktor/a         | seria | pierwsze pojawienie się | ostatnie pojawienie się | liczba wystąpień z ósmym Doktorem |
| -------------- | --------------- | ----- | ----------------------- | ----------------------- | --------------------------------- |
| Grace Holloway | Daphne Ashbrook | –     | film telewizyjny        | film telewizyjny        | 1                                 |

### Towarzyszedziewiątego Doktora
| towarzysz             | aktor/a        | seria | pierwsze pojawienie się | ostatnie pojawienie się | liczba wystąpień z dziewiątym Doktorem |
| --------------------- | -------------- | ----- | ----------------------- | ----------------------- | -------------------------------------- |
| Rose Tyler            | Billie Piper   | 1     | Rose                    | Każdy swoją drogą       | 13                                     |
| Adam Mitchell         | Bruno Langley  | 1     | Dalek                   | Długa gra               | 2                                      |
| kapitan Jack Harkness | John Barrowman | 1     | Puste dziecko           | Każdy swoją drogą       | 5                                      |

### Towarzysze dziesiątego Doktora
| towarzysz               | aktor/a           | seria                                | pierwsze pojawienie się | ostatnie pojawienie się | liczba wystąpień z dziesiątym Doktorem |
| ----------------------- | ----------------- | ------------------------------------ | ----------------------- | ----------------------- | -------------------------------------- |
| Rose Tyler              | Billie Piper      | specjalne 2005, 2, 4                 | Born Again (2005)       | Koniec podróży          | 22                                     |
| Mickey Smith            | Noel Clarke       | 2, 4                                 | Świąteczna inwazja      | Koniec podróży          | 10                                     |
| Donna Noble             | Catherine Tate    | specjalny 2006, 4                    | Uciekająca panna młoda  | Do końca wszechświata   | 16                                     |
| Martha Jones            | Freema Agyeman    | 3, 4                                 | Smith i Jones           | Koniec podróży          | 19                                     |
| kapitan Jack Harkness   | John Barrowman    | 3, 4                                 | Utopia                  | Koniec podróży          | 6                                      |
| Astrid Peth             | Kylie Minogue     | specjalny 2007                       | Rejs potępieńców        | Rejs potępieńców        | 1                                      |
| Sara Jane Smith         | Elisabeth Sladen  | 4                                    | Zjazd Absolwentów       | Koniec podróży          | 4                                      |
| Jackson Lake            | David Morrissey   | specjalne 2008–10                    | Drugi Doktor            | Drugi Doktor            | 1                                      |
| Rosita Farisi           | Velile Tshabalala | specjalne 2008–10                    | Drugi Doktor            | Drugi Doktor            | 1                                      |
| Lady Christina de Souza | Michelle Ryan     | specjalne 2008–10                    | Planeta umarłych        | Planeta umarłych        | 1                                      |
| Adelaide Brooke         | Lindsay Duncan    | specjalne 2008–10                    | Wody Marsa              | Wody Marsa              | 1                                      |
| Wilfred Mott            | Bernard Cribbins  | specjalny 2007, 4, specjalne 2008-10 | Rejs potępieńców        | Do końca wszechświata   | 8                                      |

### Towarzyszejedenastego Doktora
| towarzysz     | aktor/a        | seria             | pierwsze pojawienie się    | ostatnie pojawienie się | liczba wystąpień z jedenastym Doktorem |
| ------------- | -------------- | ----------------- | -------------------------- | ----------------------- | -------------------------------------- |
| Amy Pond      | Karen Gillan   | 5-7               | Jedenasta godzina          | Anioły na Manhattanie   | 34                                     |
| Rory Williams | Arthur Darvill | 5-7               | Jedenasta godzina          | Anioły na Manhattanie   | 27                                     |
| River Song    | Alex Kingston  | 5-7               | Czas Aniołów               | Imię Doktora            | 12                                     |
| Craig Owens   | James Corden   | 5, 6              | Lokator                    | Godzina zamknięcia      | 2                                      |
| Clara Oswald  | Jenna Coleman  | 7, specjalne 2013 | Planeta obłąkanych Daleków | Czas Doktora            | 12                                     |

### Towarzysze dwunastego Doktora
| towarzysz    | aktor/ka      | seria                              | pierwsze pojawienie się | ostatnie pojawienie się | liczba wystąpień z dwunastym Doktorem |
| ------------ | ------------- | ---------------------------------- | ----------------------- | ----------------------- | ------------------------------------- |
| Clara Oswald | Jenna Coleman | 8, specjalny 2014, 9               | Czas Doktora            | Zdarzyło się dwa razy   | 25                                    |
| River Song   | Alex Kingston | specjalny 2015                     | Mężowie River Song      | Mężowie River Song      | 1                                     |
| Nardole      | Matt Lucas    | specjalny 2015, specjalny 2016, 10 | Mężowie River Song      | Zdarzyło się dwa razy   | 15                                    |
| Bill Potts   | Pearl Mackie  | 10, specjalny 2017                 | Pilot                   | Zdarzyło się dwa razy   | 13                                    |

### Towarzysze trzynastej Doktor
| Towarzysz      | Aktor/ka       | Seria                                           | Pierwsze pojawienie się     | Ostatnie pojawienie się | Liczba wystąpień z trzynastą Doktor |
| -------------- | -------------- | ----------------------------------------------- | --------------------------- | ----------------------- | ----------------------------------- |
| Graham O'Brien | Bradley Walsh  | 11–12, odc. specjalny 2019, odc. specjalny 2021 | The Woman Who Fell to Earth | Rewolucja Daleków.      | 22                                  |
| Ryan Sinclair  | Tosin Cole     | 11–12, odc. specjalny 2019, odc. specjalny 2021 | The Woman Who Fell to Earth | Rewolucja Daleków       | 22                                  |
| Yasmin Khan    | Mandip Gill    | 11–12, odc. specjalny 2019, odc. specjalny 2021 | The Woman Who Fell to Earth |                         | 22+                                 |
| Jack Harkness  | John Barrowman | odc. specjalny 2021                             | Rewolucja Daleków           | Rewolucja Daleków       | 1                                   |
| Dan            | John Bishop    | 13                                              | ?                           | ?                       |                                     |